# Herb powiatu słupskiego
Herb powiatu słupskiego – jeden z symboli powiatu słupskiego, ustanowiony 26 lutego 2001.

## Wygląd i symbolika
Herb przedstawia na tarczy dwudzielnej w pas w części górnej dzielonej w słup w polu prawym czerwonym połuwilk srebrny, a w polu lewym srebrnym poługryf czerwony; natomiast w polu dolnym trzy pasy faliste błękitne i trzy srebrne na przemian.